# Naturismo na França
O naturismo tem estado ativo na França desde 1920.
A França conta com 150 clubes membros que oferecem acomodações de férias, 50 centros de férias, praias naturistas oficiais, praias não oficiais e muitas casas onde a natação e o banho de sol naturistas são comuns. O naturismo emprega mais de 3.000 pessoas e estima-se que gere um valor de € 250 milhões para a economia francesa. A França é representada na Federação Naturista Internacional (INF) pela Fédération française de naturisme (FFN).

## História

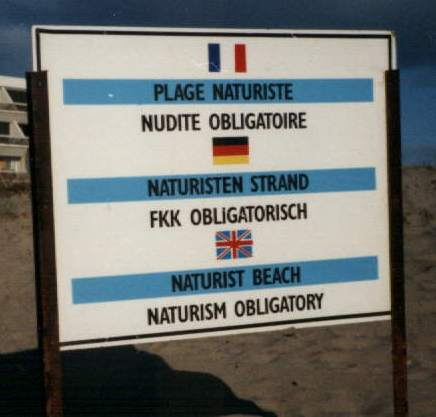
Placa na praia de Cap d'Agde

Em 1903, S. Gay criou uma comunidade naturista em Bois-Fourgon. Em 1907, apoiado por seus superiores, o Abade Legrée incentivou os alunos de sua faculdade católica a se banharem nus nas praias rochosas perto de Marselha. Um relatório sobre o naturismo alemão foi publicado na Revue des deux mondes.
Marcel Kienné de Mongeot, que veio de uma família nobre e foi aviador na Grande Guerra, é creditado por ter iniciado o naturismo na França em 1920. Naquela época, ele era um jornalista que escreveu uma defesa da dançarina Malkowski no jornal Vouloir. Sua família sofria de tuberculose, e ele via o naturismo como uma cura e uma continuação das tradições dos antigos gregos. Em 1926, fundou a revista Vivre intégralement (mais tarde chamada Vivre) e o primeiro clube naturista francês, o Sparta Club em Garambouville, perto de Evreux. Outros o seguiram rapidamente, assim como a oposição local. Sua vitória no tribunal estabeleceu que o nudismo era legal em propriedades privadas cercadas e protegidas.
Os Drs. André e Gaston Durville abriram um centro de saúde naturista, editaram La vie sage (1924) e compraram um terreno de 70 acre(s)s (28 ha) na Île du Levant, onde estabeleceram a Héliopolis. A vila era aberta ao público. O Dr. François Fougerat de David de Lastours, que foi gaseado na Primeira Guerra Mundial e salvou-se pela exposição ao sol, escreveu uma tese sobre helioterapia em 1925 e, naquele ano, inaugurou o Club Gymnique de France. Jacques de Marquette escreveu sobre naturismo e vegetarianismo. Ele fundou o Trait d'Union, que foi descrito como uma sociedade naturista de cultura humana. Em 1936, o ministro do governo Léo Lagrange reconheceu o movimento naturista.

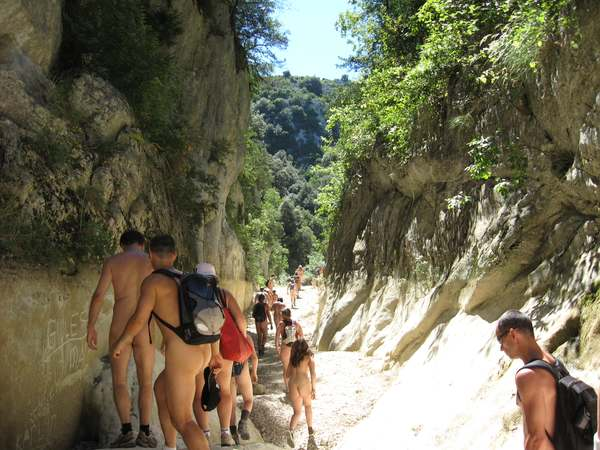
Caminhada em Les Concluses, Gard, 2008

## Instalações
Albert e Christine Lecocq eram membros ativos de muitos desses clubes, mas, após desentendimentos, saíram e, em 1944, fundaram seu próprio clube de viagens, o Club du Soleil. Era popular e tinha membros em 84 cidades, tornando-se o maior clube naturista do mundo. Em 1948, fundaram a FFN. Em 1949, lançaram uma revista, Vie au Soleil, e em 1950 inauguraram o CHM Montalivet em Montalivet, o primeiro centro de férias naturista do mundo. Em 1951, ajudaram na formação da INF.
O Quartier Naturiste em Cap d'Agde foi inaugurado, oferecendo uma forma diferente de nudez social. Em 1975, a Euronat, o maior centro de férias (335 hectares), foi inaugurado 10 km ao norte de Montalivet, operando em plena capacidade. Em 1983, a FFN foi aceita como um movimento oficial de turismo e juventude. A SOCNAT forneceu a gestão e a estabilidade financeira ao movimento e administra cinco centros na França e um na Espanha. Os centros de férias começaram a formar grupos cooperativos de marketing e a almejar o status de cinco estrelas. O material publicitário era de qualidade indistinguível da qualidade das empresas têxteis de férias.
Neste clima ameno, a Randonue, uma forma não autorizada de naturisme sauvage, tornou-se popular, e áreas tradicionalmente conhecidas por banhos de sol discretos foram revisitadas. O naturismo é aceito e pode até ser praticado em muitas praias têxteis populares.
Em 2007, a França tinha 150 clubes associados oferecendo acomodações de férias, 50 centros de férias, praias naturistas oficiais, praias não oficiais e muitas casas onde natação e banhos de sol naturistas são normais. O naturismo emprega mais de 3.000 pessoas e estima-se que represente € 250 milhões para a economia francesa. A França é representada na INF pela FFN.

#### Citações
1. ↑  Bitsch, Katia (18 de julho de 2007). «Le naturisme en France». radiofrance.fr. Consultado em 15 de junho de 2025
2. ↑  A.R. (6 de agosto de 2017). «La France, première destination naturiste au monde avec 500 espaces autorisés». Le Parisien. Consultado em 15 de junho de 2025
3. ↑  Carr-Gomm, Philip (2012). A Brief History of Nakedness. [S.l.]: Reaktion Books. p. 153. ISBN 9781861897299
4. ↑  Milherou, Dominique. «Stèle hommage à l'Abbé Urbain Legré, le Bonheur d'être Nu dans les Calanques». tourisme-marseille.com. Consultado em 15 de junho de 2025
5. ↑  «Naturism in France». naturisme.com. Consultado em 15 de junho de 2025
6. 1 2 3  Vivre Nu: Psychosociologie du Naturisme, Marc-Alain Descamps, Edition Trismégiste, 1987, ISBN 2-86509-026-4
7. 1 2  Baubérot, Arnaud (2015). Histoire du naturisme: Le mythe du retour à la nature. [S.l.]: Presses universitaires de Rennes. pp. 219–248. ISBN 978-2-7535-2303-6
8. 1 2 3  French wikipedia
9. ↑  «Histoire et présentation». ffn-naturisme.com. Consultado em 15 de junho de 2025
10. ↑  Choin 2002.

Bibliografia
- Choin, Mireille; Internationale Naturisten Federatie (2002). Wereldgids naturisme 2002-2003 World naturist handbook 2002-2003 (em neerlandês) 26 ed. Diegem, Belgium: Wolters Kluwer. ISBN 978-90-5583-833-2. OCLC 66965885